# مهشید میرفخرایی
مهشید میرفخرایی (زادهٔ ۱۳۲۷ در تهران) عضو هیئت علمی زبان‌های باستانی ایران در پژوهشگاه علوم انسانی و مطالعات فرهنگی و عضو شورای واژه‌گزینی فرهنگستان زبان و ادب فارسی است.